# Sensor de rotación
Un sensor de rotación es un dispositivo giroscópico que mide la velocidad angular de un vehículo alrededor de su eje vertical. El ángulo entre la dirección del vehículo y dirección real de movimiento se denomina ángulo de derrape, ésta se le denomina índice de rotación.

## Tipos
Hay básicamente dos tipos de sensores de rotación: el piezoeléctrico y el micromecánico.
En el modelo piezoeléctrico, el sensor es de estructura "diapasón" con cuatro piezoelementos (dos arriba y dos abajo). Durante la conducción recta, los elementos superiores no producen ningún voltaje porque no hay fuerza Coriolis en ese lugar. Pero en una curva, el movimiento rotacional genera en la parte superior del diapasón cambia de lugar en el oscilatorio y crea un voltaje alterno que es proporcional al índice de rotación y a la velocidad oscilatoria. La señal depende de la dirección de giro (izquierdo o correcto).
En el modelo micromecánico, la fuerza Coriolis está medida por un sensor capacitivo micromecánico de aceleración colocado en un elemento oscilante. Esta aceleración es proporcional al producto del índice de rotación y la velocidad oscilatoria, el cual está fijado electrónicamente en un valor constante.
Un sensor de rotación es necesario para control de estabilidad electrónica.

## Aplicaciones
El sensor de rotación se utiliza en aeronaves y también en los sistemas de control de estabilidad electrónicos de los coches.